# Overijssel
Overĳssel (wymowa niderlandzka [ˌoːvəˈrɛi̯səɫ]) – prowincja w Holandii.
Wyznanie (1999)Protestantyzm 32%
Katolicyzm 27%